# أبو كامل 1 (مسلسل)
أبو كامل 1 هو مسلسل تلفزيوني سوري تم عرضه عام من 1991 حتى 1993 لموسمين.

## قصة
وهو الجزء الثاني من المسلسل السوري أبو كامل يحكي عن قصص تدور أحداثها حول شخصية أبو كامل الذي يقوم بأداء دوره الفنان القدير أسعد فضة. و يضهر أبو كامل في مشاهد معدودة بسبب موته في الجزء الأول وذلك عندما يتكلم مع أبنته صالحة وغيرها وكأنه موجود ولكنه تخيل.

## بطولة
- أسعد فضة بدور ((أبو كامل))
- نزار شرابي بدور ((أبو زاهي))
- عبد الفتاح المزين بدور ((زاهي أفندي))
- عباس النوري بدور ((مسلم))
- سلوم حداد بدور ((موفق))
- رضوان عقيلي بدور ((زياد بيك))
- هاني الروماني بدور ((أبو كاسم))
- وفاء موصللي بدور ((صالحة))
- فيلدا سمور بدور ((زهرة خانم))
- أحمد عداس بدور ((أبو صالح))
- مها الصالح بدور ((أم سعيد))
- فاديا خطاب بدور ((وصال))
- علي الرواس بدور ((أبو نادر))
- بشار القاضي بدور ((أبو حسني))
- محمد الجبولي بدور ((أبو دياب))
- صباح بركات بدور ((عزيزة))
- نذير سرحان بدور ((محجوب))
- علي كريم بدور ((ماجد))
- فائق عرقسوسي بدور ((عمر))
- ليلى جبر بدور ((سميرة))
- ضحى الدبس بدور ((صبحية))
- بسام لطفي بدور ((المحقق محمود))
- صباح عبيد بدور ((أبو هاشم))
- حسن دكاك بدور ((محمد))
- تيسير إدريس بدور ((كريم))
- مأمون الفرخ بدور ((زكي))
- لينا حوارنة بدور ((فاطمة))
- حاتم علي بدور ((نزير))
- فراس إبراهيم بدور ((هاني))
- عبد الرحمن حمود بدور ((المحقق عادل))
- فاضل وفائي بدور ((مصطفى رئيس المخفر))
- أحمد مسالخي بدور ((الرقيب))
- غسان مسعود بدور ((الجنرال الفرنسي))
- هيثم جبر بدور ((حيدر))
- أيمن رضا بدور ((سامي))
- عباس الحاوي بدور ((عزات))
- أحمد رافع بدور ((حسن))
- إيمان عبد العزيز بدور ((هدى))
- جهاد سمعان بدور ((أبو حاتم))
- الفنان القدير سليم كلاس بدور ((صلاح بيك))

## روابط خارجية
أبو كامل 1 على موقع قاعدة بيانات الأفلام العربية